# Indometacin
Indometacin je nesteroidní antiflogistikum, běžně užívané ke snižování horečky, tlumení bolesti, proti otokům a zánětům. Působí na principu inhibice produkce prostaglandinů, konkrétně inhibice enzymu cyklooxygenázy. Léčivo bylo patentováno v roce 1961 a schváleno k použití v roce 1963. Existuje ve formě tablet, čípků či gelu.